# Аубакиров, Токтар Онгарбаевич
Токта́р Онгарба́евич Аубаки́ров (каз. Тоқтар Оңғарбайұлы Әубәкіров / Toqtar Oñğarbaiūly Äubäkırov; род. 27 июля 1946, Каркаралинский район, Карагандинская область, Казахская ССР) — 72-й (и последний) космонавт СССР, первый космонавт казахской национальности. Генерал-майор ВВС Казахстана. Депутат Верховного Совета Казахстана XII созыва[уточнить]. Депутат Мажилиса Парламента Республики Казахстан от избирательного округа № 44 Кызылординской области. Народный Герой Казахстана (1995), Герой Советского Союза (1988), Заслуженный лётчик-испытатель СССР (1990). Заслуженный мастер спорта Республики Казахстан. Почетный профессор Карагандинского университета имени Академика Е. А. Букетова (3 мая 2022 года).

## Биография
Родился 27 июля 1946 года в посёлке колхоза имени 1 Мая Каркаралинского района Карагандинской области. Имя его происходит от казахского слова «тоқта», что означает «остановиться». Такое имя казахи издавна давали ребёнку мужского пола, который родился после череды умерших новорождённых или когда все предыдущие новорождённые были только девочками. Токтар был у родителей первым мальчиком после двух девочек. Происходит из подрода[уточнить] Таз-Бұлбұл рода Каракесек племени аргын.
Окончил 8 классов средней школы, затем работал токарем на Темиртауском литейно-механическом заводе, одновременно учился в вечерней школе. Завершив в 1965 году обучение в средней школе, поступил в Армавирское высшее военное авиационное училище лётчиков ПВО. В 1976 году окончил школу лётчиков-испытателей и был направлен на испытательную работу на авиазавод в Улан-Удэ, но вскоре с помощью шеф-пилота ОКБ Микояна Александра Федотова был переведён на эту фирму. В 1979 году заочно окончил Московский авиационный институт имени Серго Орджоникидзе.
В 1976—1991 годах — лётчик-испытатель ОКБ имени Микояна. За время работы освоил более 50 типов самолётов. Работал в Крыму по тематике самолётов корабельного базирования. Первым в СССР совершил беспосадочный полёт в район Северного полюса и с двумя дозаправками в воздухе. 1 ноября 1989 года произвёл вторую в истории посадку (первую за полтора часа до него выполнил Виктор Пугачёв на Су-27К) и в тот же день — первый в истории отечественной авиации взлёт истребителя (МиГ-29К) с палубы тяжёлого авианесущего крейсера «Тбилиси».
Указом Президиума Верховного Совета СССР от 31 октября 1988 года за мужество и героизм, проявленные при испытании новой авиационной техники, Токтару Онгарабаевичу Аубакирову было присвоено звание Героя Советского Союза со вручением ордена Ленина и медали «Золотая Звезда» (№ 11585).
6 ноября 1990 года был удостоен звания Заслуженного лётчика-испытателя СССР.
В 1991 году в соответствии с договорённостью между правительствами СССР и Казахской ССР приступил к тренировкам в Центре подготовки космонавтов имени Ю. А. Гагарина.

## Космический полёт
| # | Стартовый корабль | Старт, UTC        | Экспедиция      | Корабль посадки | Посадка, UTC      | Налёт                     | Выходы в открытый космос | Время в открытом космосе |
| - | ----------------- | ----------------- | --------------- | --------------- | ----------------- | ------------------------- | ------------------------ | ------------------------ |
| 1 | Союз ТМ-13        | 02.10.1991, 05:59 | Союз ТМ-13, Мир | Союз ТМ-12      | 10.10.1991, 04:12 | 07 суток 22 часа 12 минут | 0                        | 0                        |

2 октября 1991 года стартовал в космос вместе с Александром Волковым (командир экипажа при старте) и австрийским космонавтом Францем Фибёком в качестве космонавта-исследователя космического корабля «Союз ТМ-13». В течение недели работал на борту орбитального комплекса «Мир». Продолжительность пребывания в космосе составила 7 дней 22 часа 13 минут. 10 октября 1991 года возвратился на Землю вместе с Анатолием Арцебарским (командир при посадке) и австрийским космонавтом Францем Фибёком на борту космического корабля «Союз ТМ-12».
Поскольку Токтар Аубакиров совершил космический полёт, уже имея звание Героя Советского Союза, а повторные награждения «Золотой Звездой» с 1988 года были отменены, за свой единственный полёт в космос он был награждён орденом Октябрьской Революции.
До 1991 года жил в городе Жуковский Московской области. После распада СССР живёт в Казахстане. Находится на государственной службе[уточнить]. С апреля 1992 года — первый заместитель председателя Государственного комитета по обороне Республики Казахстан, помощник президента Казахстана по освоению космоса.
Перед избранием в парламент — генеральный директор Национального аэрокосмического агентства Республики Казахстан в городе Алма-Ате. 24 октября 2009 года Токтар Аубакиров, первый казахский космонавт, выступая на съезде новой оппозиционной политической силы — Общенациональной социал-демократической партии «Азат» — в Алма-Ате, так пояснил своё вхождение в объединённую партию оппозиции:

«Хочу считать, что сегодня наступил день, о котором мечтал простой народ. Сегодня — исторический день. Многие люди ждали, когда объединятся две ведущие оппозиционные партии Казахстана. Я долго ждал этого момента. Это было моей мечтой. Я долго ждал появления народной партии, чтобы вступить туда. Я долго искал свою партию. И вот я её наконец нашёл».

14 января 2012 году участвовал на досрочных выборах в мажилис, нижнюю палату парламента. Выдвигался от Общенациональной социал-демократической партии.

## Роль в январских событиях 2022
6 января 2022 года Токтар Аубакиров призвал ввести войска ОДКБ для подавления беспорядков, возникших после массовых социальных протестов, вызванных двукратным повышением цен на газ на территории Республики Казахстан.
Как это так, я своего брата должен убивать? Я не могу. Давайте тогда прибегнем к помощи тех, с кем мы заключили договор ...договор ОДКБ, ...войска ОДКБ...

## Награды
- Орден «Знак Почёта» (23.07.1981).
- Герой Советского Союза (31.10.1988).
- Орден Ленина (31.10.1988).
- Заслуженный лётчик-испытатель СССР (06.11.1990).
- Орден Октябрьской Революции (10.10.1991).
- Лётчик-космонавт СССР (10.10.1991).
- Рыцарский крест I степени «За заслуги перед Австрийской Республикой» (1993)[12]
- Лётчик-космонавт Казахстана (15.10.1994).
- Народный Герой Казахстана (12.01.1995)
- Орден Отан (12.01.1995).
- Медаль «За заслуги в освоении космоса» (12.04.2011, Россия) — за большой вклад в развитие международного сотрудничества в области пилотируемой космонавтики[13]
- Памятная медаль «Культегин» (Евразийский Национальный Университет, 2015)[14]
- Почётный гражданин города Кокшетау.
- Почётный гражданин города Атырау.
- звания «Почётный гражданин Кызылординской области» (8 декабря 2021 года);[15]
- Почетный профессор Карагандинского университета имени Академика Е. А. Букетова. (3 мая 2022 года)